# Адміністративний устрій Костопільського району
Адміністративний устрій Костопільського району — адміністративно-територіальний поділ Костопільського району Рівненської області на 1 міську раду і 19 сільських рад, які об'єднують 61 населений пункт та підпорядковані Костопільській районній раді. Адміністративний центр — місто Костопіль.

## Список радКостопільського району
| №  | Назва                            | Центр             | Населені пункти | Площа км² | Населення (2001), чол. |
| -- | -------------------------------- | ----------------- | --- | --------- | ---------------------- |
| 1  | Деражненська сільська громада    | c. Деражне        | с. Бичаль c. Ганнівка c. Деражне c. Дюксин c. Жильжа с. Перелисянка c. Постійне c. Соломка c. Суськ                                    | 226,11    | 6 349                  |
| 2  | Малолюбашанська сільська громада | c. Мала Любаша    | c. Борщівка c. Глажева c. Данчиміст c. Кам'яна Гора c. Лісопіль c. Мала Любаша c. Маща c. Мирне с. Моквин c. Новий Берестовець c. Тихе | 414,44    | 5 747                  |
| 3  | Пісківська сільська громада      | c. Пісків         | c. Брюшків c. Мар'янівка c. Моквинські Хутори c. Олександрівка c. Пеньків c. Пісків c. Рокитне c. Яснобір                              | 113,46    | 2 735                  |
| 4  | Костопільська міська рада        | м. Костопіль      | м. Костопіль |           | 30 467                 |
| 5  | Великомидська сільська рада      | с. Великий Мидськ | с. Великий Мидськ |           | 912                    |
| 6  | Великостидинська сільська рада   | с. Великий Стидин | с. Великий Стидин |           | 663                    |
| 7  | Головинська сільська рада        | c. Головин        | c. Головин c. Базальтове c. Берестовець c. Іваничі c. Садки                                                                            |           |                        |
| 8  | Гутянська сільська рада          | c. Гута           | c. Гута |           | 744                    |
| 9  | Звіздівська сільська рада        | c. Звіздівка      | c. Звіздівка c. Корчин c. Ставок c. Чудви                                                                                              |           |                        |
| 10 | Злазненська сільська рада        | c. Злазне         | c. Злазне с. Вигін с. Перетоки |           |                        |
| 11 | Золотолинська сільська рада      | c. Золотолин      | c. Золотолин c. Комарівка c. Тростянець                                                                                                |           |                        |
| 12 | Маломидська сільська рада        | c. Малий Мидськ   | c. Малий Мидськ c. Ледне c. Осова c. Рудня                                                                                             |           |                        |
| 13 | Малостидинська сільська рада     | c. Малий Стидин   | c. Малий Стидин c. Майдан |           |                        |
| 14 | Підлужненська сільська рада      | c. Підлужне       | c. Підлужне c. Велика Любаша c. Корчів'я c. Космачів c. Трубиці                                                                        |           |                        |
| 15 | Яполотська сільська рада         | c. Яполоть        | c. Яполоть c. Волиця c. Жалин c. Збуж                                                                                                  |           |                        |

* Примітки: м. — місто, смт — селище міського типу, с. — село